# Pasieczniki Małe
Pasieczniki Małe – przysiółek wsi Witowo w Polsce, położony w województwie podlaskim, w powiecie hajnowskim, w gminie Dubicze Cerkiewne.
W latach 1975–1998 przysiółek administracyjnie należała do województwa białostockiego.
Prawosławni mieszkańcy przysiółka należą do parafii Podwyższenia Krzyża Pańskiego w Werstoku.
Wierni kościoła rzymskokatolickiego należą do parafii Świętych Cyryla i Metodego w Hajnówce lub  do parafii św. Zygmunta w Kleszczelach.